# Hyginus (cràter)

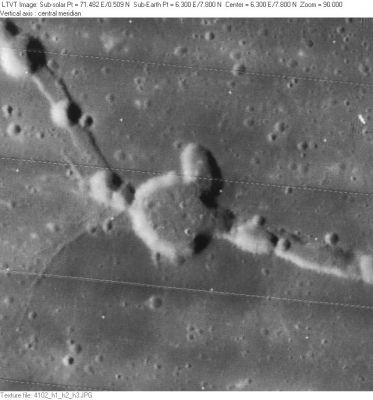
Fotografia de la missió Lunar Orbiter 4

Hyginus és una petita caldera volcànica lunar, localitzada en l'extrem nord-est del sinus Medii, al costat del Mare Vaporum. El cràter està travessat per una llarga esquerda d'uns 220 quilòmetres de llarg, que s'estén cap al sud-est-est i cap al nord-oest, anomenada rima Hyginus. També existeixen petits cràters dins de l'esquerda, probablement a causa del col·lapse del terreny.

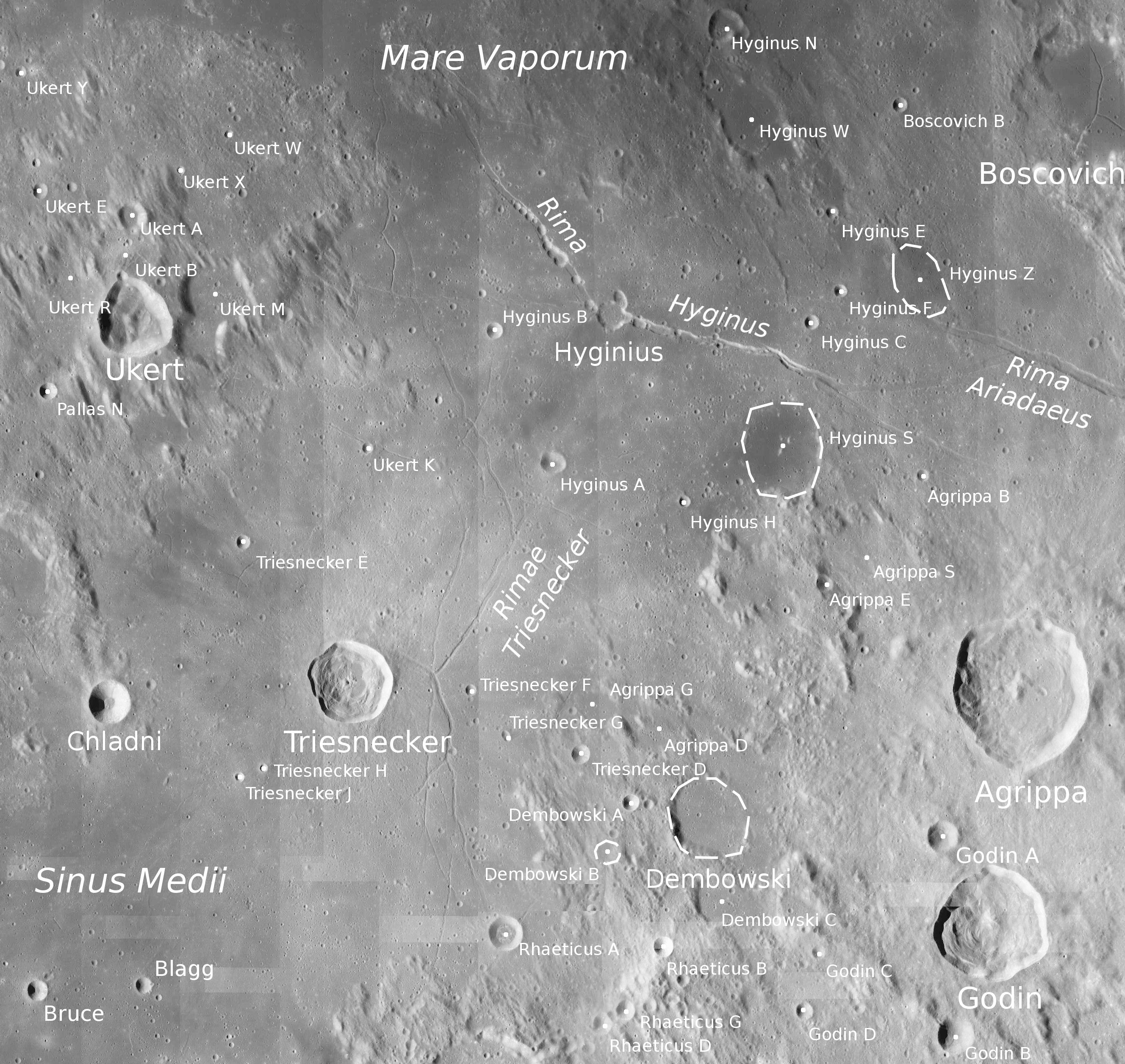
Localització d'Hyginus. Fotografia de la missió LRO

Aquest és un dels pocs cràters lunars que no és producte d'un impacte. Es creu que és d'origen volcànic, perquè la forma del cràter, sense una vora exterior, no correspon a l'esperable per a un cràter d'impacte.

## Cràters satèl·lit
Per convenció aquests elements s'identifiquen en els mapes lunars col·locant la lletra en el costat del punt mitjà del cràter que està més proper a Hyginus.
|         | \| Hyginus \| Coordenades \| Diàmetre \| \| ------- \| ---------------------------------- \| -------- \| \| A \| 6° 18′ N, 5° 42′ E / 6.3°N,5.7°E \| 8 km \| \| B \| 7° 36′ N, 5° 06′ E / 7.6°N,5.1°E \| 6 km \| \| C \| 7° 42′ N, 8° 18′ E / 7.7°N,8.3°E \| 5 km \| \| D \| 11° 24′ N, 4° 18′ E / 11.4°N,4.3°E \| 5 km \| \| E \| 8° 42′ N, 8° 30′ E / 8.7°N,8.5°E \| 4 km \| \| F \| 8° 00′ N, 8° 36′ E / 8.0°N,8.6°E \| 4 km \| \| G \| 11° 00′ N, 6° 00′ E / 11.0°N,6.0°E \| 4 km \| \| H \| 6° 00′ N, 7° 00′ E / 6.0°N,7.0°E \| 4 km \| \| N \| 10° 30′ N, 7° 24′ E / 10.5°N,7.4°E \| 11 km \| \| S \| 6° 24′ N, 8° 00′ E / 6.4°N,8.0°E \| 29 km \| \| W \| 9° 42′ N, 7° 42′ E / 9.7°N,7.7°E \| 22 km \| \| Z \| 8° 00′ N, 9° 30′ E / 8.0°N,9.5°E \| 28 km \| |          |
| Hyginus | Coordenades | Diàmetre |
| A       | 6° 18′ N, 5° 42′ E / 6.3°N,5.7°E | 8 km     |
| B       | 7° 36′ N, 5° 06′ E / 7.6°N,5.1°E | 6 km     |
| C       | 7° 42′ N, 8° 18′ E / 7.7°N,8.3°E | 5 km     |
| D       | 11° 24′ N, 4° 18′ E / 11.4°N,4.3°E | 5 km     |
| E       | 8° 42′ N, 8° 30′ E / 8.7°N,8.5°E | 4 km     |
| F       | 8° 00′ N, 8° 36′ E / 8.0°N,8.6°E | 4 km     |
| G       | 11° 00′ N, 6° 00′ E / 11.0°N,6.0°E | 4 km     |
| H       | 6° 00′ N, 7° 00′ E / 6.0°N,7.0°E | 4 km     |
| N       | 10° 30′ N, 7° 24′ E / 10.5°N,7.4°E | 11 km    |
| S       | 6° 24′ N, 8° 00′ E / 6.4°N,8.0°E | 29 km    |
| W       | 9° 42′ N, 7° 42′ E / 9.7°N,7.7°E | 22 km    |
| Z       | 8° 00′ N, 9° 30′ E / 8.0°N,9.5°E | 28 km    |